# Cyprus Cup 2009
La Cyprus Cup 2009 è stata la second edizione della Cyprus Cup, torneo a inviti rivolto a rappresentative Nazionali di calcio femminile che si svolge a Cipro con cadenza annuale. Il torneo si è disputato tra il 5 e il 12 marzo 2009. Il torneo è stato vinto dall'Inghilterra per la prima volta sportiva, avendo sconfitto in finale il Canada con il risultato di 3-1.
L'edizione propone la nuova formula a otto squadre, con le nazionali di Canada, Russia e Scozia, che avevano partecipato all'edizione inaugurale, affiancate da Francia, Inghilterra e Paesi Bassi provenienti dall'area UEFA, oltre a Nuova Zelanda (OCF), e Sudafrica (CAF).

## Formato
Le 8 squadre invitate sono divise in due gruppi che si sfidano in un girone all'italiana. Dopo gli scontri diretti nel girone, vennero disputate quattro finali per i posizionamenti.
Sono assegnati tre punti per la vittoria, uno per il pareggio e zero per la sconfitta. In caso di parità di punti, sono considerati gli scontri diretti, la differenza reti e i gol fatti.

## Squadre
- Canada
- Francia
- Inghilterra
- Nuova Zelanda

- Paesi Bassi
- Russia
- Scozia
- Sudafrica

## Fase a gironi

### Gruppo A
| Squadra     | Pt | G | V | N | P | GF | GS | DR |
| ----------- | -- | - | - | - | - | -- | -- | -- |
| Inghilterra | 7  | 3 | 2 | 1 | 0 | 11 | 2  | +9 |
| Francia     | 7  | 3 | 2 | 1 | 0 | 7  | 4  | +3 |
| Sudafrica   | 3  | 3 | 1 | 0 | 2 | 4  | 9  | -5 |
| Scozia      | 0  | 3 | 0 | 0 | 3 | 0  | 7  | -7 |

| Larnaca 5 marzo 2009                                                                                | Sudafrica | 0 – 6 referto                                                     | Inghilterra | Gymnastikos Syllogos Zīnōn |
| \| \| \| \| \| \| Marcatori \| 18’ Williams 19’ Sanderson 42’ Smith 54’ Houghton 87’ 91’ Chapman \| |           |                                                                   |             |                            |
| |           |                                                                   |             |                            |
| | Marcatori | 18’ Williams 19’ Sanderson 42’ Smith 54’ Houghton 87’ 91’ Chapman |             |                            |

| Arbitro: | Vasilis Demetriou |

|                         |           |  |
| Blanc 69’ Le Sommer 83’ | Marcatori |  |

| Arbitro: | Andreas Kantis Georgiou |

|                       |           |                       |
| Carney 28’ Stoney 75’ | Marcatori | 15’ Franco 72’ Thomis |

| Nicosia 7 marzo 2009                                           | Sudafrica | 2 – 0 | Scozia | Stadio Neo GSP |
| \| \| \| \| \| Matlou 75’ Ngwane 86’ (rig.) \| Marcatori \| \| |           |       |        |                |
|                                                                |           |       |        |                |
| Matlou 75’ Ngwane 86’ (rig.)                                   | Marcatori |       |        |                |

| Larnaca 10 marzo 2009                                               | Inghilterra | 3 – 0 | Scozia | Gymnastikos Syllogos Zīnōn |
| \| \| \| \| \| Aluko 40’ Westwood 66’ Clarke 83’ \| Marcatori \| \| |             |       |        |                            |
|                                                                     |             |       |        |                            |
| Aluko 40’ Westwood 66’ Clarke 83’                                   | Marcatori   |       |        |                            |

| Arbitro: | Marios Tsaggaris |

|                                    |           |                       |
| Le Sommer 10’ Nécib 79’ Franco 81’ | Marcatori | 86’ Matlou 90+1’ Esau |

### Gruppo B
| Squadra       | Pt | G | V | N | P | GF | GS | DR |
| ------------- | -- | - | - | - | - | -- | -- | -- |
| Canada        | 7  | 2 | 2 | 1 | 0 | 5  | 2  | +3 |
| Nuova Zelanda | 4  | 2 | 1 | 1 | 1 | 5  | 5  | 0  |
| Paesi Bassi   | 3  | 2 | 1 | 0 | 2 | 3  | 5  | -2 |
| Russia        | 3  | 2 | 1 | 0 | 2 | 5  | 6  | -1 |

| Nicosia 5 marzo 2009                                                     | Russia    | 1 – 2 referto    | Paesi Bassi | Stadio Makario |
| \| \| \| \| \| Mokshanova 44’ (rig.) \| Marcatori \| 34’, 45+1’ Melis \| |           |                  |             |                |
|                                                                          |           |                  |             |                |
| Mokshanova 44’ (rig.)                                                    | Marcatori | 34’, 45+1’ Melis |             |                |

| Paralimni 5 marzo 2009                                   | Canada    | 1 – 1       | Nuova Zelanda | Stadio Tasos Markou |
| \| \| \| \| \| Julien 11’ \| Marcatori \| 34’ Hassett \| |           |             |               |                     |
|                                                          |           |             |               |                     |
| Julien 11’                                               | Marcatori | 34’ Hassett |               |                     |

| Arbitro: | P. Atronikou |

|              |           |            |
| Sinclair 15’ | Marcatori | 53’ Spitse |

| Nicosia 7 marzo 2009                                                                            | Russia    | 4 – 2                        | Nuova Zelanda | Stadio Neo GSP |
| \| \| \| \| \| Fomina 15’ 23’ 84’ Kožnikova 35’ \| Marcatori \| 2’ Percival 60’ (rig.) Hearn \| |           |                              |               |                |
|                                                                                                 |           |                              |               |                |
| Fomina 15’ 23’ 84’ Kožnikova 35’                                                                | Marcatori | 2’ Percival 60’ (rig.) Hearn |               |                |

| Larnaca 10 marzo 2009                                       | Canada    | 2 – 0 | Russia | Stadio Ammochostos |
| \| \| \| \| \| Sinclair 70’ Tancredi 82’ \| Marcatori \| \| |           |       |        |                    |
|                                                             |           |       |        |                    |
| Sinclair 70’ Tancredi 82’                                   | Marcatori |       |        |                    |

| Paralimni 10 marzo 2009                                       | Nuova Zelanda | 2 – 0 | Paesi Bassi | Stadio Tasos Markou |
| \| \| \| \| \| Hearn 50’ Yallop 75’ (rig.) \| Marcatori \| \| |               |       |             |                     |
|                                                               |               |       |             |                     |
| Hearn 50’ Yallop 75’ (rig.)                                   | Marcatori     |       |             |                     |

## Finale per il settimo posto
| Nicosia 12 marzo 2009                                              | Scozia    | 2 – 1       | Russia | Stadio Neo GSP |
| \| \| \| \| \| Grant 21’ Hamill 27’ \| Marcatori \| 44’ Sočneva \| |           |             |        |                |
|                                                                    |           |             |        |                |
| Grant 21’ Hamill 27’                                               | Marcatori | 44’ Sočneva |        |                |

## Finale per il quinto posto
| Nicosia 12 marzo 2009                                                                    | Sudafrica | 0 – 5 referto                                          | Paesi Bassi | Stadio Neo GSP |
| \| \| \| \| \| \| Marcatori \| 2’, 33’ Melis 30’ Smit 78’ van de Sanden 83’ de Ridder \| |           |                                                        |             |                |
|                                                                                          |           |                                                        |             |                |
|                                                                                          | Marcatori | 2’, 33’ Melis 30’ Smit 78’ van de Sanden 83’ de Ridder |             |                |

## Finale per il terzo posto
| Arbitro: | Christakis Skapoullis |

|                                                                |                      |                                                      |
| Herbert 88’                                                    | Marcatori            | 88’ Yallop                                           |
| Franco Pizzala Diguelman Soubeyrand Le Sommer Viguier Bouhaddi | Tiri di rigore 6 – 5 | Smith Yallop White McLaughlin Oostdam Percival Riley |

## Finale
| Nicosia 12 marzo 2009                                                               | Inghilterra | 3 – 1        | Canada | Stadio Neo GSP |
| \| \| \| \| \| Sanderson 32’ Smith 40’ Williams 45’ \| Marcatori \| 14’ Sinclair \| |             |              |        |                |
|                                                                                     |             |              |        |                |
| Sanderson 32’ Smith 40’ Williams 45’                                                | Marcatori   | 14’ Sinclair |        |                |

## Classifica finale
| Posizione | Squadra       |
| --------- | ------------- |
| 1         | Inghilterra   |
| 2         | Canada        |
| 3         | Francia       |
| 4         | Nuova Zelanda |
| 5         | Paesi Bassi   |
| 6         | Sudafrica     |
| 7         | Scozia        |
| 8         | Russia        |